# Air Force Two
Air Force Two er flyvekontroltjenestens officielle kaldesignal på  United States Air Forces fly, der befordrer USA's vicepræsident.
Det er oftest et Boeing C-32-fly, en variant af 757, som benytter kaldesignalet. Andre flymodeller fra 89th Airlift Wing har også været benyttet som Air Force Two, ligesom VC-25-flyet der bliver benyttet af præsidenten som Air Force One, har været brugt af vicepræsidenten som Air Force Two.